# Наклави

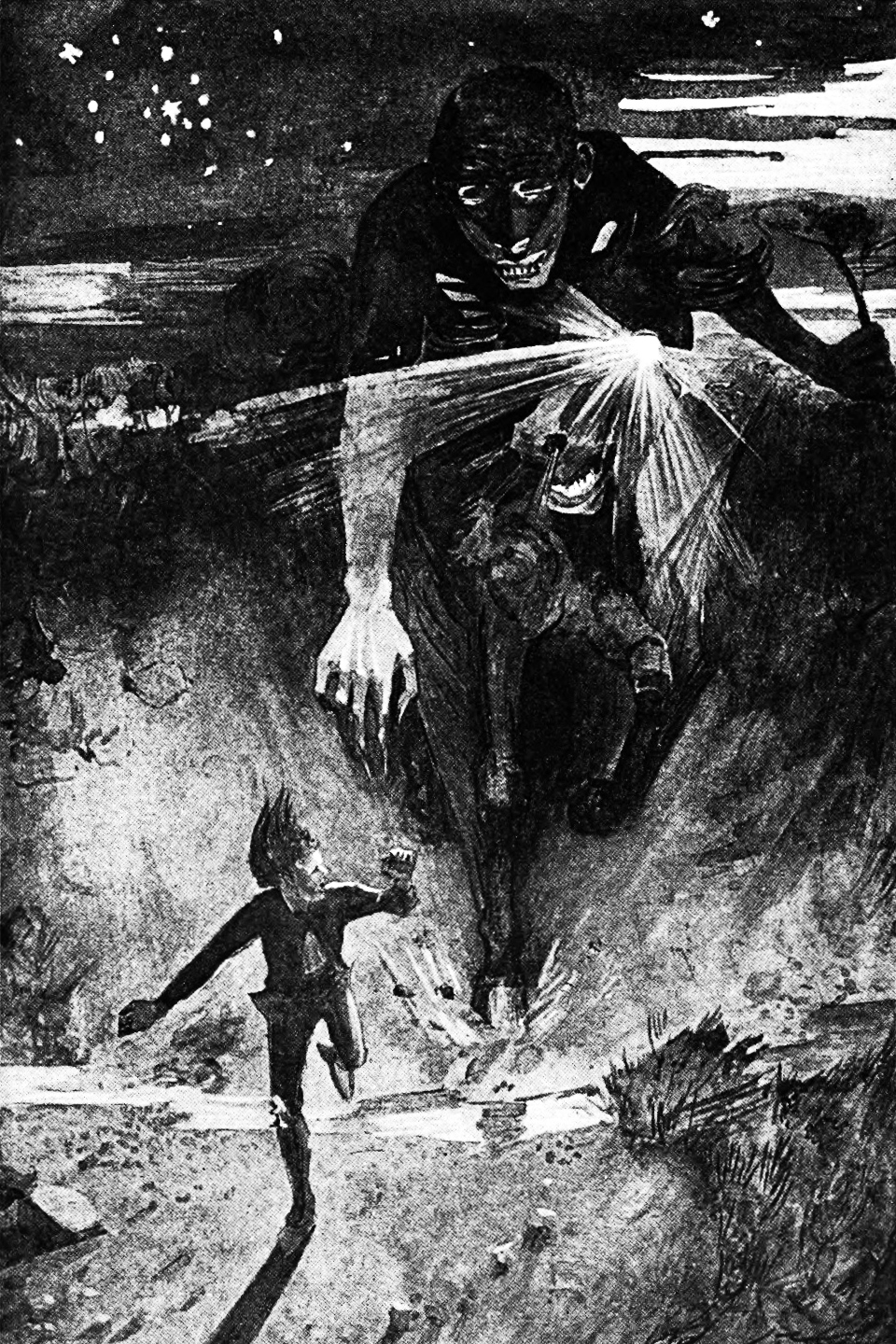
Наклави преследует островитянина. Гравюра Джеймса Торранса (1859—1916)

Наклави (англ. Nuckelavee) — демоническое существо в фольклоре Оркнейских островов, в облике которого сочетаются человеческие и лошадиные черты. Происхождение образа наклави предположительно связано со скандинавской мифологией, а сам он считается самым ужасным из всех демонов северных островов Шотландии. Часть его названия nuck может быть связана с частью имени Old Nick, используемого в англоязычных странах для обозначения дьявола из христианской религии. Дыхание наклави, согласно поверьям, приводит к увяданию посевов и болезням скота, а само это существо вызывает засухи и эпидемии на суше, хотя обитает преимущественно в море.
Наиболее известное описание внешнего облика наклави во время его появления на суше было записано со слов одного островитянина, который утверждал, что видел его, однако описание различных деталей внешности существа в разных источниках часто противоречат друг другу. Как и многие другие морские чудовища, оно не переносит пресную воду, поэтому преследуемым им людям достаточно лишь пересечь реку или поток, чтобы избавиться от него. На протяжении летних месяцев наклави находится в заточении благодаря волшебной силе Матери моря, древнего духа из оркнейского фольклора, — единственной, кто может держать это существо под контролем.
Оркнейский фольклор испытал сильное влияние скандинавской мифологии, в связи с чем представляется возможным, что образ наклави сочетает в себе черты водяной лошади из кельтской мифологии и существ, о которых оркнейцы узнали от скандинавов. Как и в случае с другими злонамеренными мифическими существами, такими как келпи, действиями наклави, вероятно, объяснялись явления, истинную причину которых жители островов не могли понять в древние времена.

## Этимология
В конце XIX века в Великобритании произошёл всплеск интереса к расшифровке кельтского фольклора, однако его собиратели записывали противоречивые варианты произношения слов и часто англизировали их; вследствие этого одна и та же сущность может иметь различные названия. Слово nuckelavee предположительно происходит от слова knoggelvi из оркнейского диалекта, которое, по мнению фольклориста XIX века Уолтера Трейла Деннисона, проживавшего на Оркнейских островах, означает «морской дьявол». На Шетландских островах тот же демон носит название mukkelevi — и считался там омерзительным морским трау или морским дьяволом. Сэмюэль Хибберт, антиквар начала XIX века, считал, что nuck в названии nuckelavee связан с именем Nick в Old Nick — именем, иногда употребляемым в англоязычных странах для именования христианского дьявола, — а также связывал его с латинским словом necare — «убить».

## Народные поверья

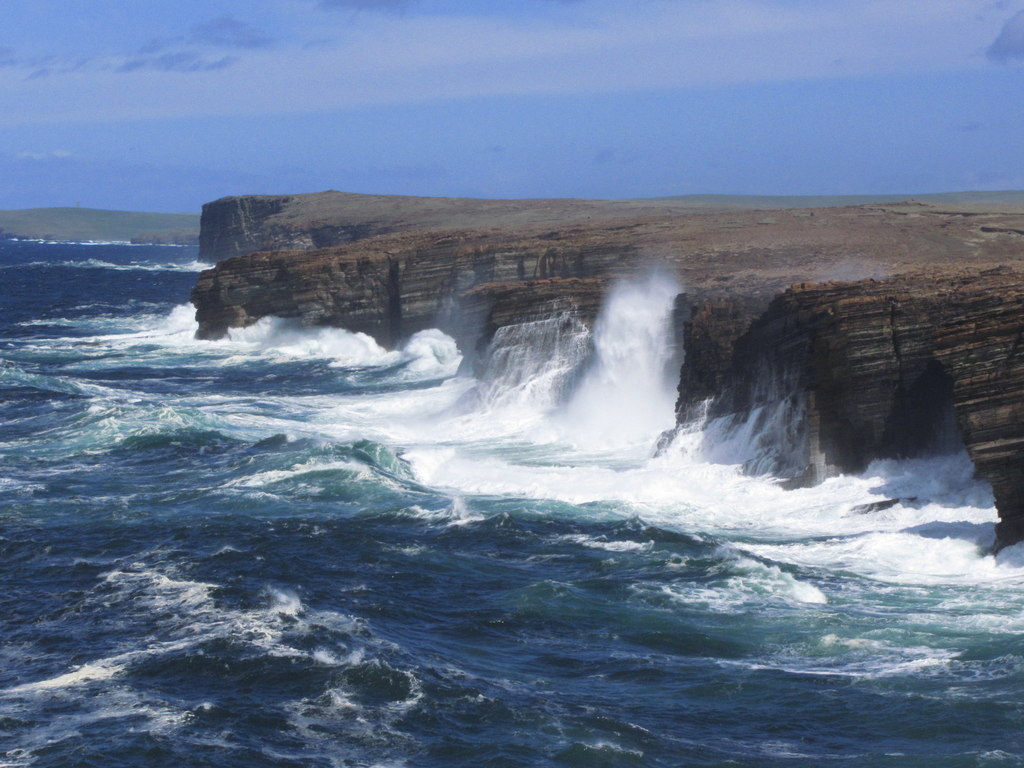
Бурные морские воды около Оркнейских островов, согласно поверьям, являются домом наклави

### Описание и черты внешнего вида
Истории о демонах из оркнейского фольклора фигурируют в написанных на латыни в XVI веке рукописях Джо Бена, который, возможно, упоминает наклави в своём описании оркнейского острова Стронсей. Деннисону удалось перевести на английский язык большую часть имён и названий из сохранившихся на Оркнейских островах традиционных легенд, однако некоторые их элементы в процессе преобразования в прозу до некоторой степени романтизировались или несколько раз изменялись.
В легендах наклави предстаёт мифическое морское существо, которое, выйдя на сушу, принимает облик лошадеподобного демона. Писатель и фольклорист Эрнест Марвик считал его очень похожим на норвежских никс, нагглов из фольклора Шетландских островов и келпи. Наклави рассматривается как единственное в своём роде и одинокое существо, обладающее могущественными злыми волшебными силами, и его злонамеренные действия могут влиять на события в разных частях архипелага. В древности островитяне сильно боялись этого существа и после произнесения его имени сразу же читали молитву. Согласно легендам, оно часто находилось в непосредственной близости от побережья, но никогда не выходило на берег, если шёл дождь.
Облик, который наклави имеет в море, не описан ни в одной из легенд, однако о его появлении на суше часто рассказывалось в подробностях. Островитянин по имени Таммас, живший в XIX веке, утверждал, что пережил встречу с наклави, и после долгих уговоров со стороны фольклориста Деннисона неохотно описал чудовище, — его рассказ является единственным «отчётом очевидца». Согласно рассказу Таммаса, наклави имеет мужской торс, «прикреплённый» к крупу лошади, что внешне делает его похожим на всадника. Мужской торс не имеет собственных ног, однако его руки, расположенные на верхней части лошадиного туловища, достигают по своей длине земной поверхности, а ноги лошадиного туловища в качестве придатков имеют плавники. Туловище имеет большую голову — возможно, 90 сантиметров в диаметре, — которая покачивается взад и вперёд. Чудовище, описанное Таммасом, имеет две головы; у лошадиной имеется огромная зияющая пасть, источающая вонючий ядовитый пар, и один гигантский глаз, как будто горящий красным пламенем. Самой ужасной чертой внешнего облика нуклави является отсутствие у него кожи: чёрная кровь струится между жёлтыми прожилками, а бледные сухожилия и мощные мышцы выглядят как пульсирующая масса. В других источниках указывается, что существо напоминает собой кентавра; источники, однако, непоследовательны в отношении мелких деталей описания демона. Трейл Деннисон описывает человеческую голову наклави лишь с «ртом, внешне подобным свиному». Марвик также упоминает лишь одну голову с единственным красным глазом, при этом заимствуя некоторые детали из описания Таммаса, определяя рот существа как «подобный китовому».
Дыхание наклави, как считалось, приводит к увяданию сельскохозяйственных растений и болезням скота; он считался вызывающим эпидемии и засухи. Сжигание морских водорослей для получения продукта под названием ламинария началось в 1722 году на острове Стронсей. Продукт — кальцинированная сода — был щёлочью, в основном использовавшейся для борьбы с закислением почв, хотя со временем его коммерческое значение увеличилось, поскольку ему нашлось применение в производстве мыла и стекла. Едкий дым, поднимавшийся в процессе горения, как считалось, приводил наклави в ярость, результатом чего становилось к распространение чумы, гибель скота и уничтожение посевов. Наклави, как считалось, заражал лошадей на Стронсее смертельной болезнью, известной как морташин, дабы показать свою ярость и отомстить островитянам за сжигание морских водорослей; инфекция впоследствии распространялась на все другие острова, жители которых занимались этим промыслом. Существо также считалось причиной длительных периодов аномально малого количества осадков, что приводило к нехватке воды и неурожаям.

## Заточение
В легендах наклави предстаёт самым злобным из демонов на шотландских островах и их окрестностях и не имеет каких бы то ни было положительных черт. Единственным существом, способным контролировать его, является Мать моря — древний дух из оркнейского фольклора, которая удерживает его в заточении на протяжении летних месяцев. Наряду с другими мифическими морскими чудовищами, исключая, возможно, только келпи и нагглов из шотландских легенд, оно не способно перейти через свежую проточную воду, поэтому тем, кого оно преследует, достаточно лишь пересечь её поток, чтобы избавиться от него. Таммасу, по его рассказу, якобы удалось сбежать от наклави после того, как он случайно плеснул в чудовище водой из находившегося поблизости озера: это ненадолго отвлекло монстра, позволив островитянину добежать до ближайшего источника с пресной водой и перейти на противоположный берег, где он оказался в безопасности.

## Возможное происхождение образа
Образы злобных существ, как предполагается, служили в качестве объяснений явлений, которые островитяне в древние времена не могли объяснить иным образом; многие древние мифы были основаны на естественных явлениях, наблюдаемых в условиях бурного и переменчивого моря в районе Оркнейских островов. Оркнейские легенды испытали сильное влияние скандинавской мифологии, сюжеты из которой смешивались с традиционными кельтскими легендами, ввиду чего истоком образа наклави может быть мифическое существо, о котором островитяне узнали от скандинавов и черты которого соединились с образом традиционной для кельтского фольклора водяной лошади.